# Comuna Pănet, Mureș
Pănet (în maghiară: Mezőpanit) este o comună în județul Mureș, Transilvania, România, formată din satele Berghia, Cuieșd, Hărțău, Pănet (reședința) și Sântioana de Mureș.

## Demografie
Componența etnică a comunei Pănet
     Maghiari (71,2%)
     Români (18,32%)
     Romi (3,98%)
     Alte etnii (6,5%)
Componența confesională a comunei Pănet
     Reformați (66,85%)
     Ortodocși (15,65%)
     Adventiști (5,28%)
     Penticostali (2,45%)
     Romano-catolici (1,69%)
     Alte religii (1,28%)
     Necunoscută (6,81%)
Conform recensământului efectuat în 2021, populația comunei Pănet se ridică la 5.725 de locuitori, în scădere față de recensământul anterior din 2011, când fuseseră înregistrați 6.033 de locuitori. Majoritatea locuitorilor sunt maghiari (71,2%), cu minorități de români (18,32%) și romi (3,98%). Din punct de vedere confesional, majoritatea locuitorilor sunt reformați (66,85%), cu minorități de ortodocși (15,65%), adventiști (5,28%), penticostali (2,45%) și romano-catolici (1,69%), iar pentru 6,81% nu se cunoaște apartenența confesională.

## Politică și administrație
Comuna Pănet este administrată de un primar și un consiliu local compus din 15 consilieri. Primarul, Előd-Barna Bodó[*], de la Uniunea Democrată Maghiară din România, este în funcție din 2016. Începând cu alegerile locale din 2024, consiliul local are următoarea componență pe partide politice:
|  | Partid                                 | Consilieri | Componența Consiliului | Componența Consiliului | Componența Consiliului | Componența Consiliului | Componența Consiliului | Componența Consiliului | Componența Consiliului | Componența Consiliului | Componența Consiliului | Componența Consiliului | Componența Consiliului | Componența Consiliului | Componența Consiliului |
|  | -------------------------------------- | ---------- | ---------------------- | ---------------------- | ---------------------- | ---------------------- | ---------------------- | ---------------------- | ---------------------- | ---------------------- | ---------------------- | ---------------------- | ---------------------- | ---------------------- | ---------------------- |
|  | Uniunea Democrată Maghiară din România | 13         |                        |                        |                        |                        |                        |                        |                        |                        |                        |                        |                        |                        |                        |
|  | Partidul Național Liberal              | 1          |                        |                        |                        |                        |                        |                        |                        |                        |                        |                        |                        |                        |                        |
|  | Alianța Maghiară din Transilvania      | 1          |                        |                        |                        |                        |                        |                        |                        |                        |                        |                        |                        |                        |                        |

## Atracții turistice
- Biserica de lemn din Hărțău
- Biserica reformată din Hărțău
- Biserica reformată din Cuieșd
- Biserica de lemn din Pănet
- Biserica reformată din Pănet
- Biserica reformată din Berghia

## Personalități născute aici
- Géza Szvacsina (1849 - 1917), fost primar al Clujului.

## Imagini

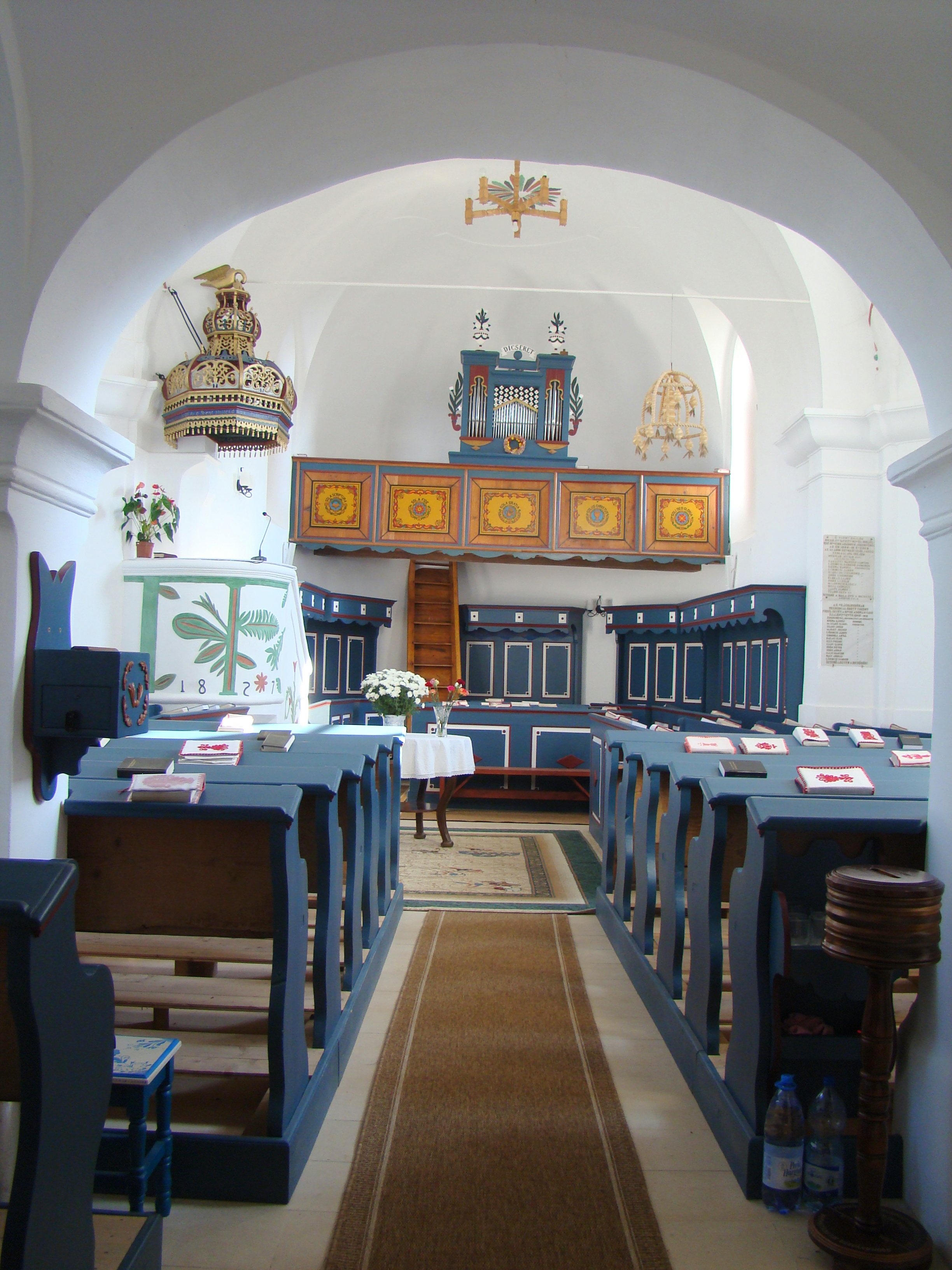
Biserica reformată din satul Berghia
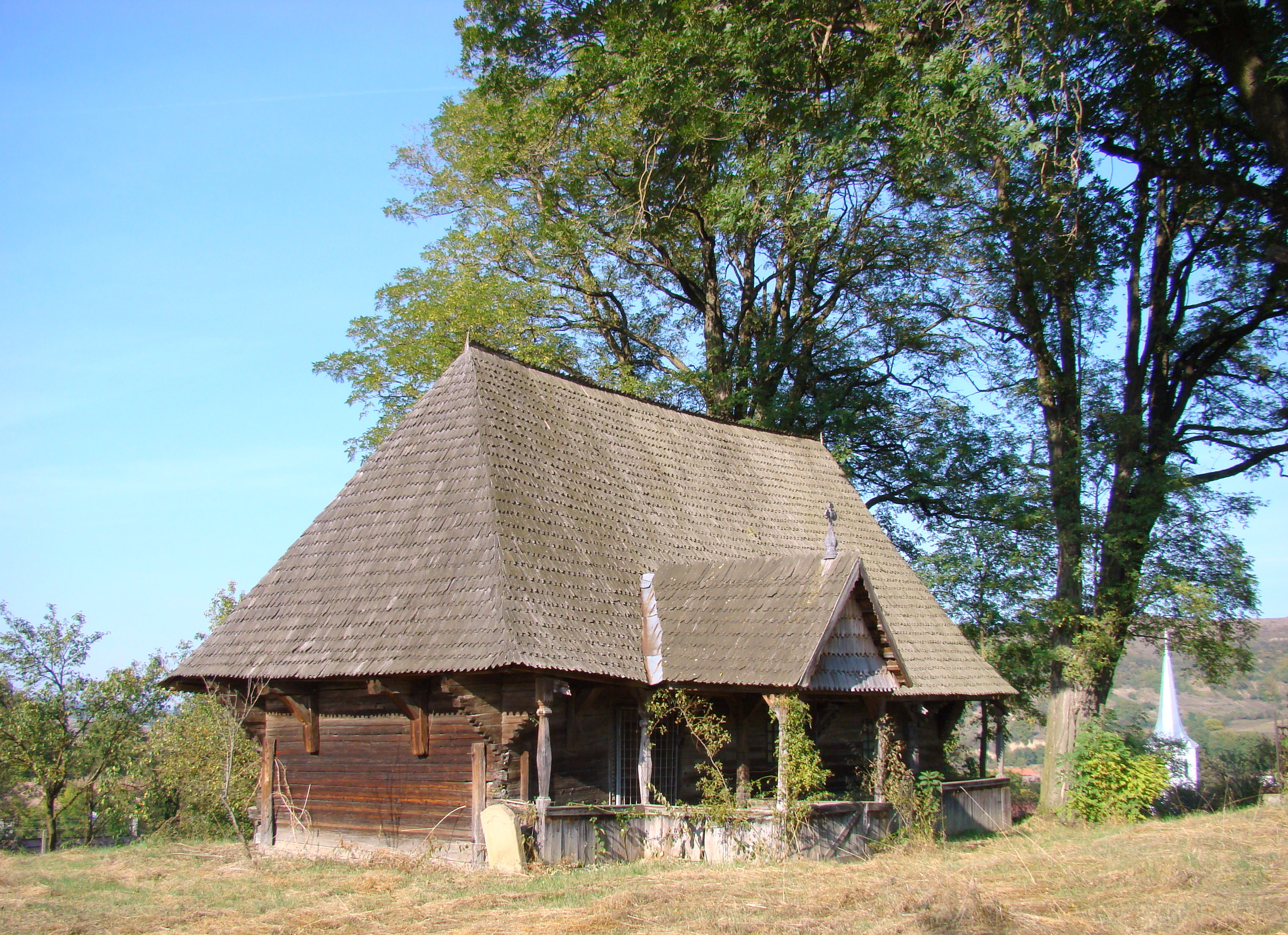
Biserica de lemn „Sf.Arhangheli” din satul Pănet (monument istoric)
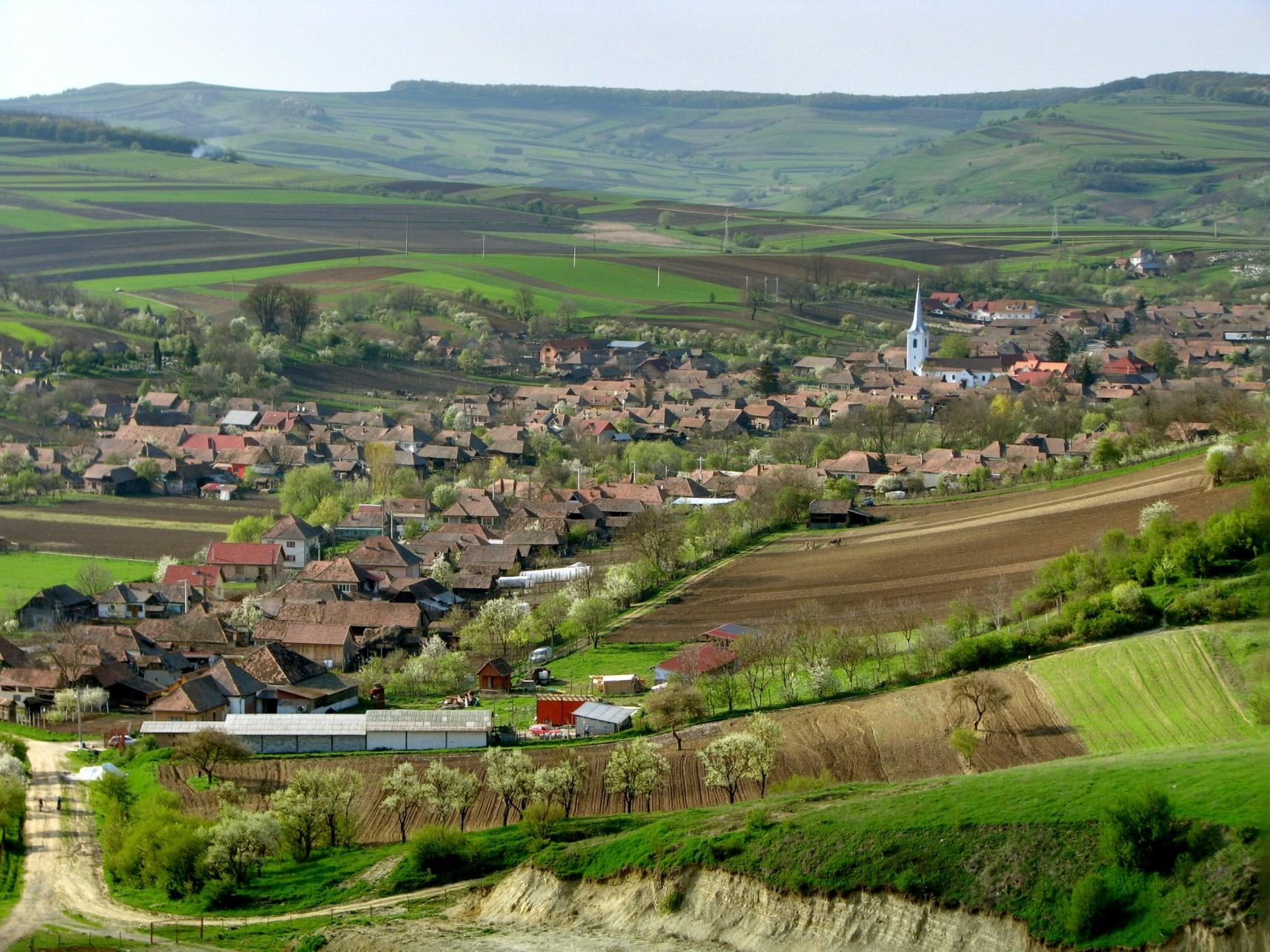
Satul Pănet
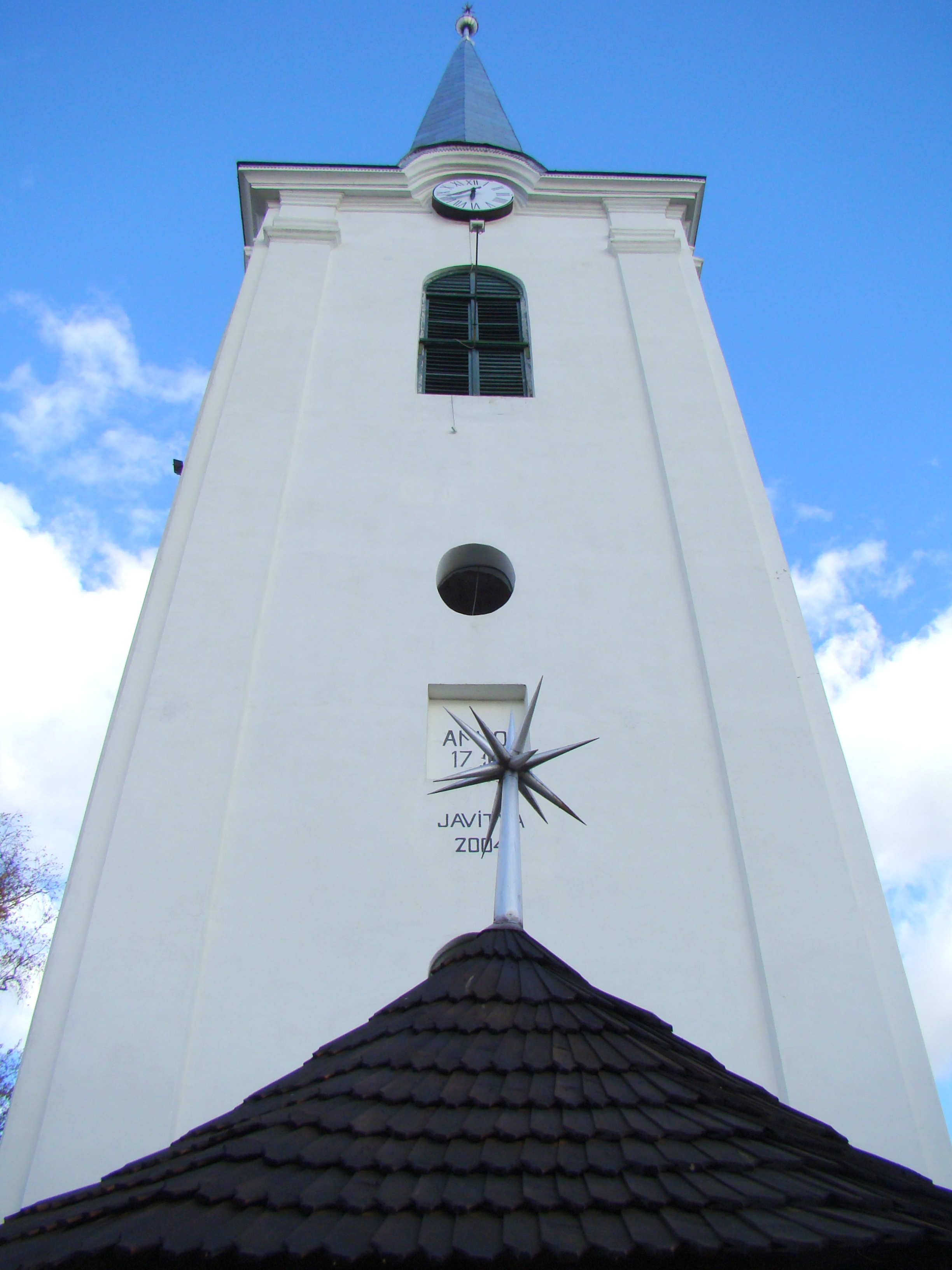
Turnul bisericii reformate din Pănet
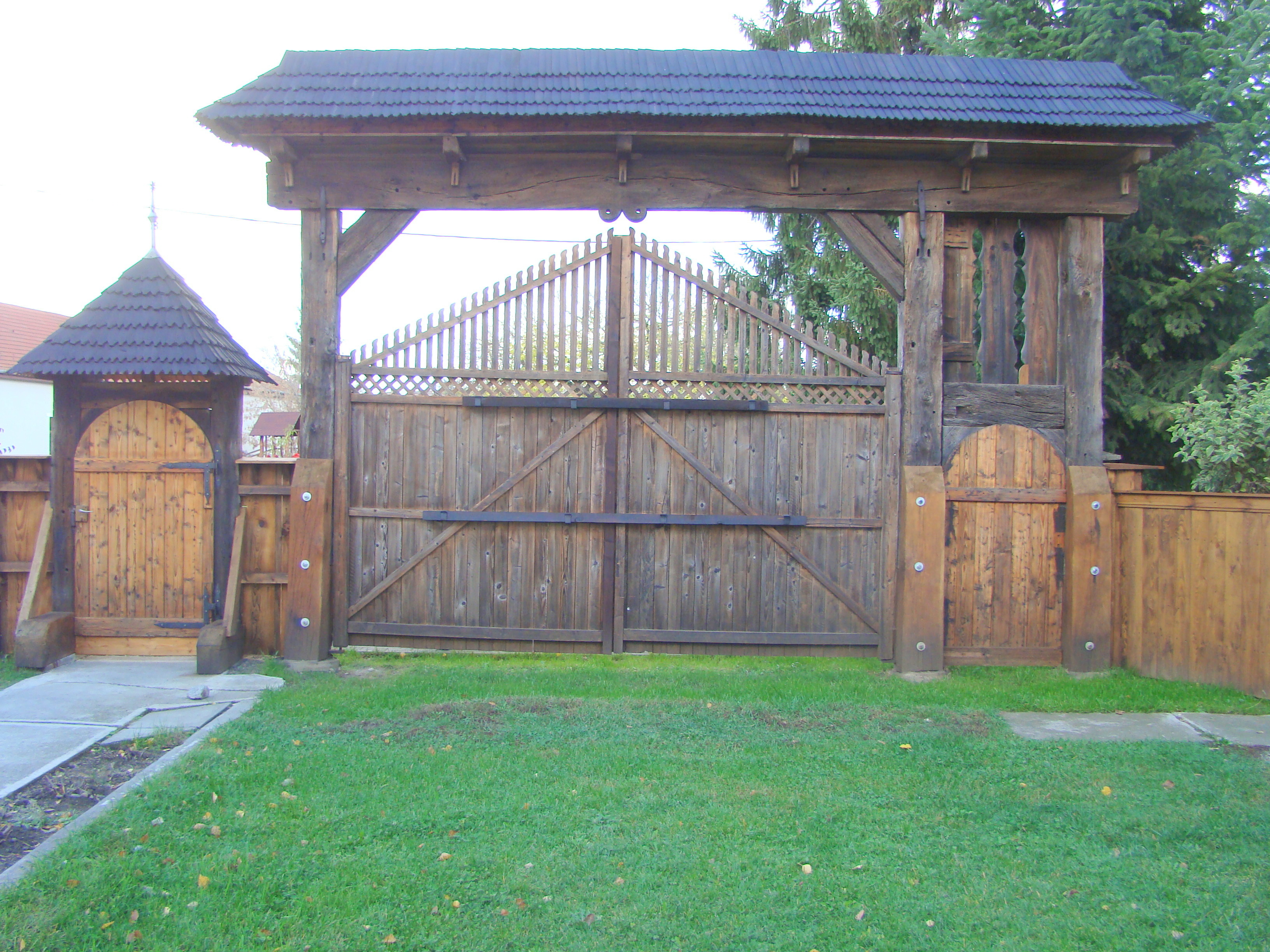
Poarta de lemn a bisericii reformate din Pănet (monument istoric)
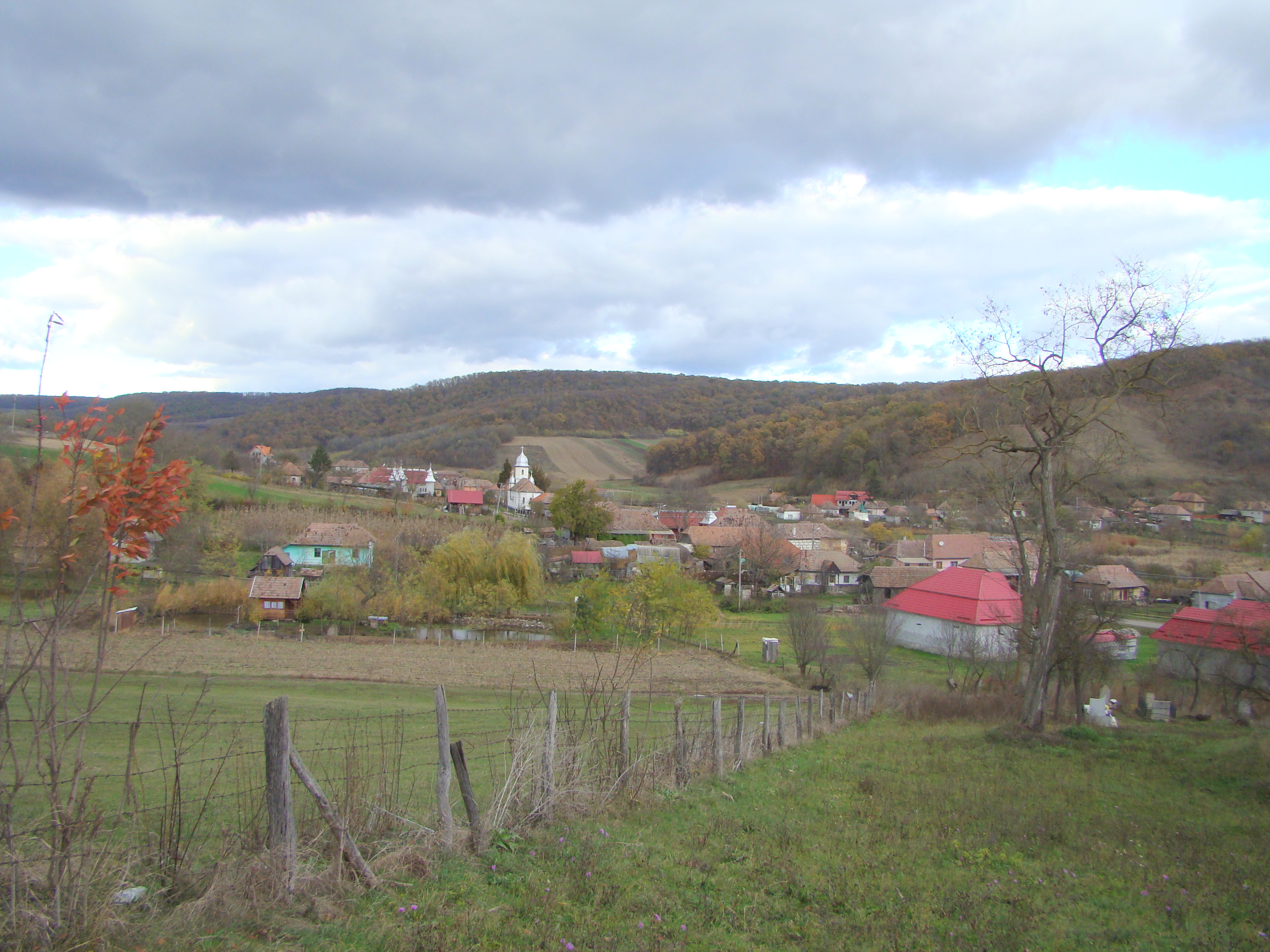
Satul Hărțău
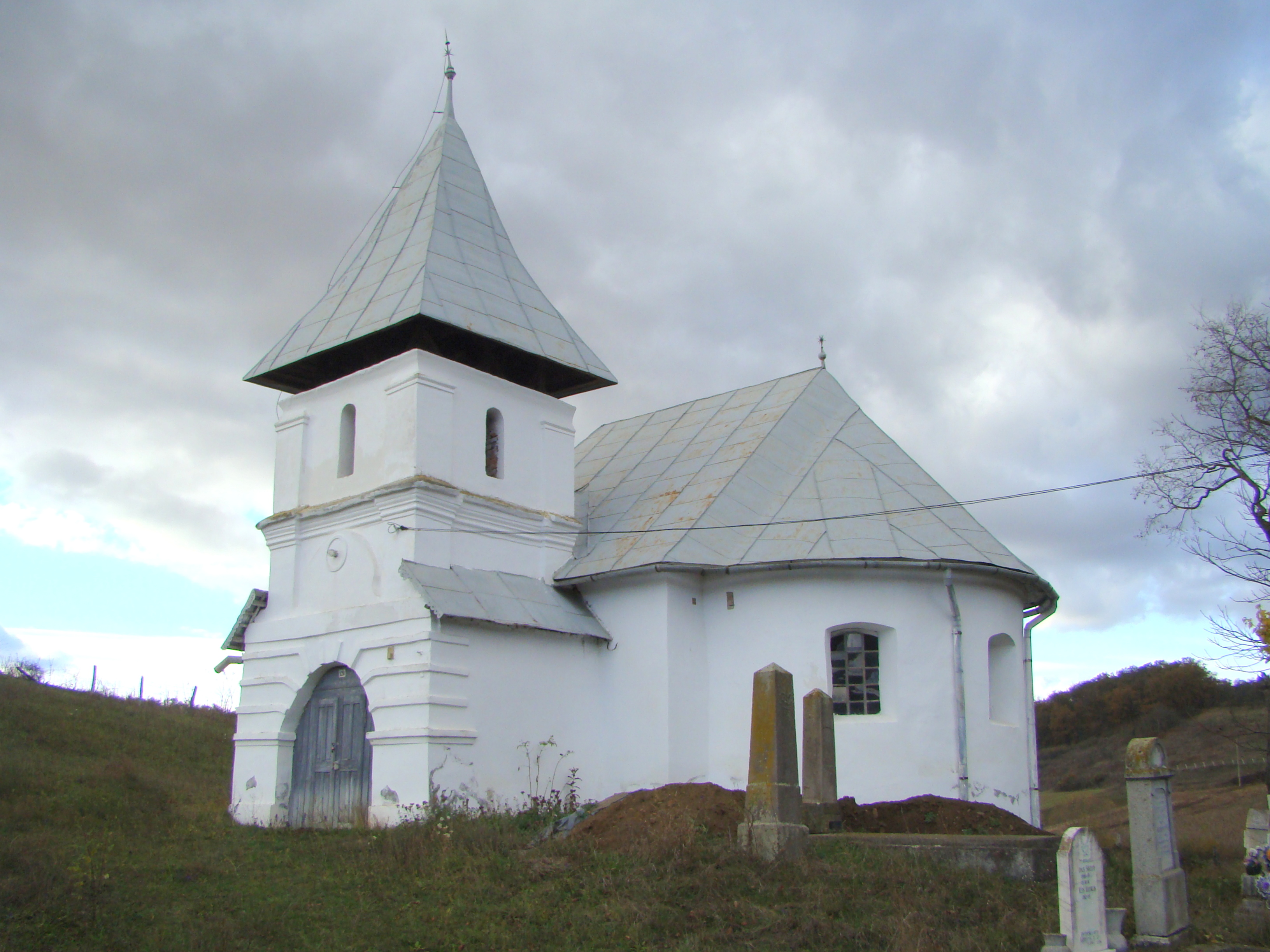
Biserica reformată din satul Hărțău (monument istoric)
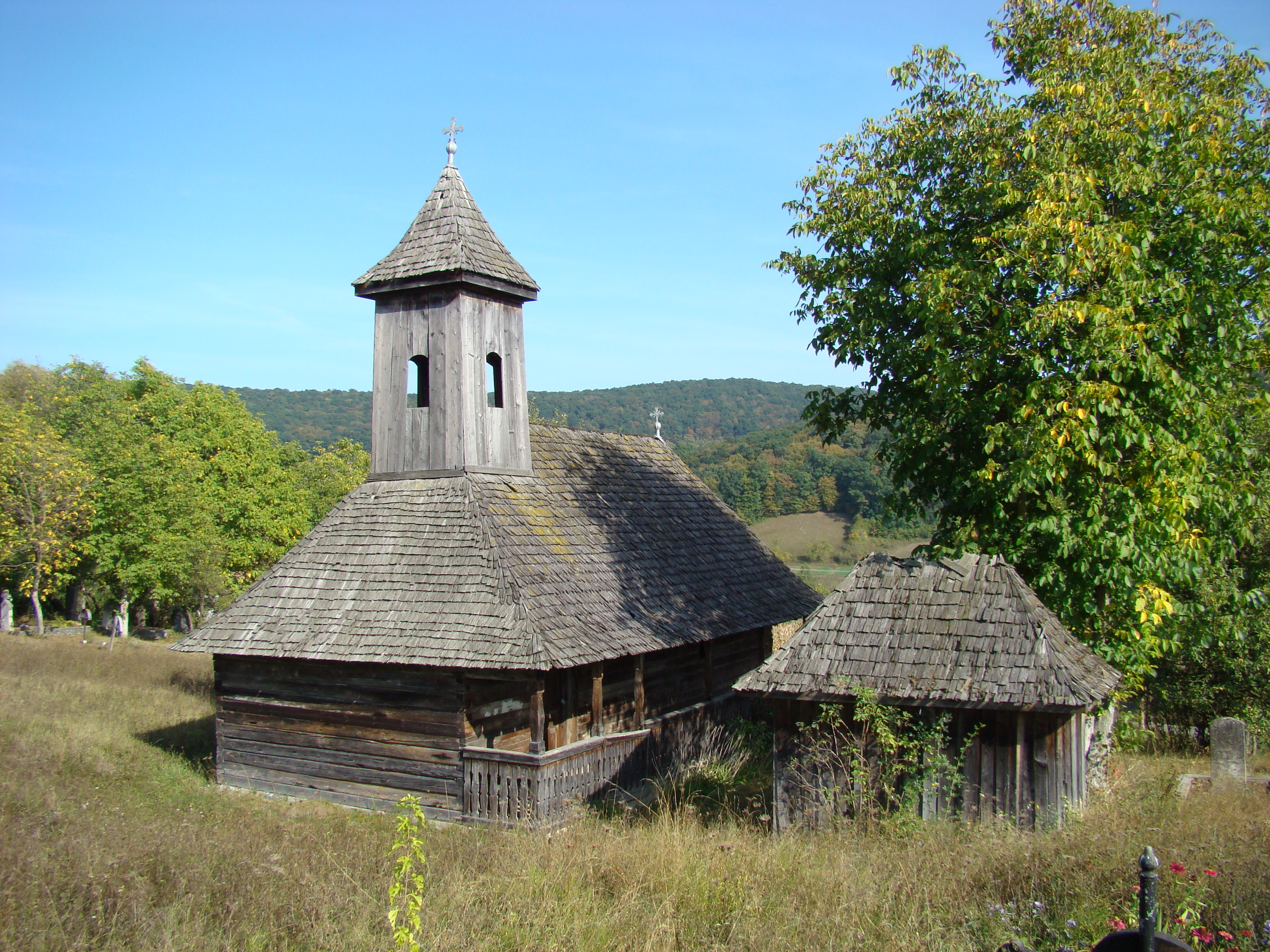
Biserica de lemn „Sf.Arhangheli” din satul Hărțău (monument istoric)
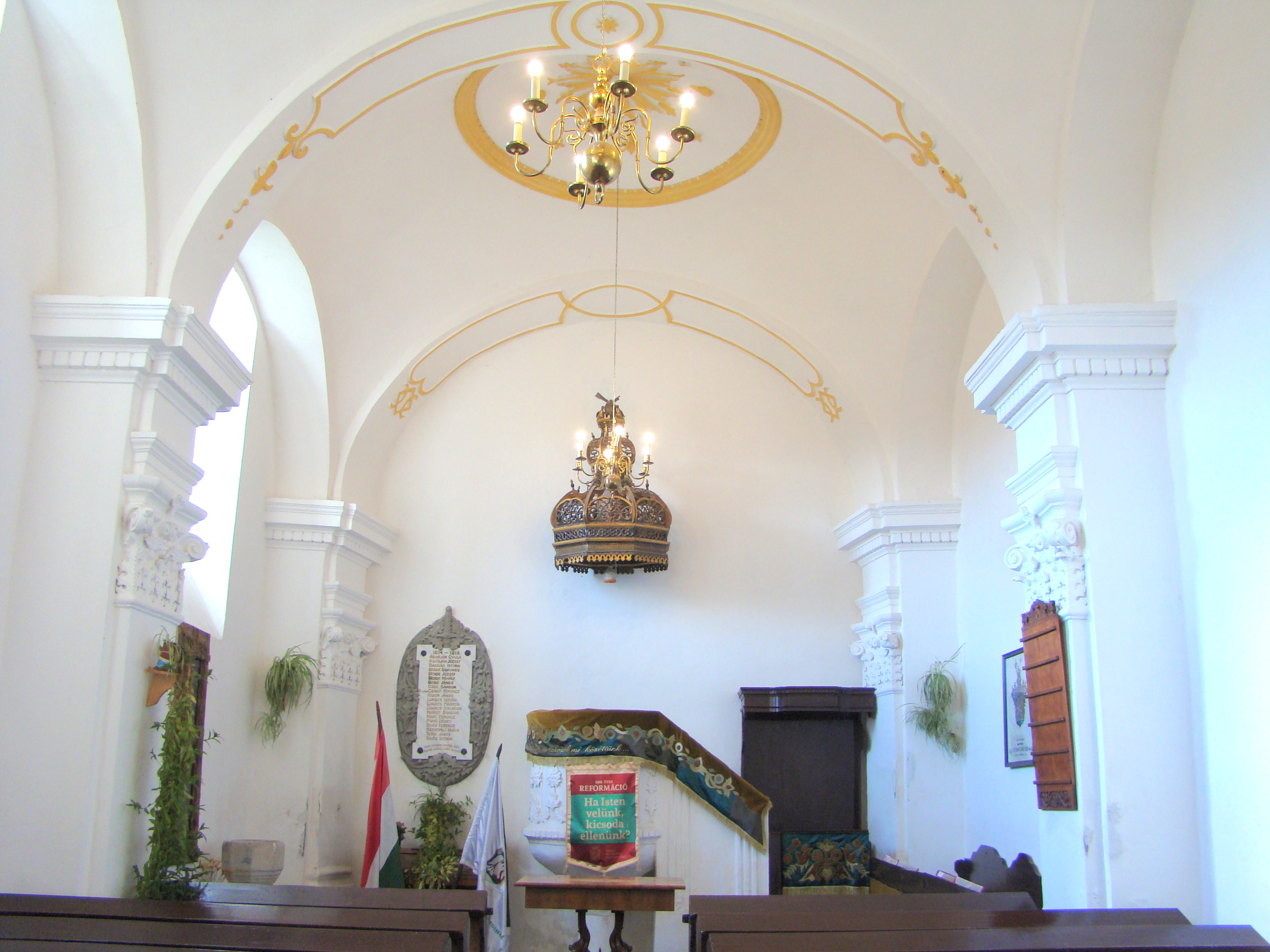
Biserica reformată din satul Cuieșd (monument istoric)
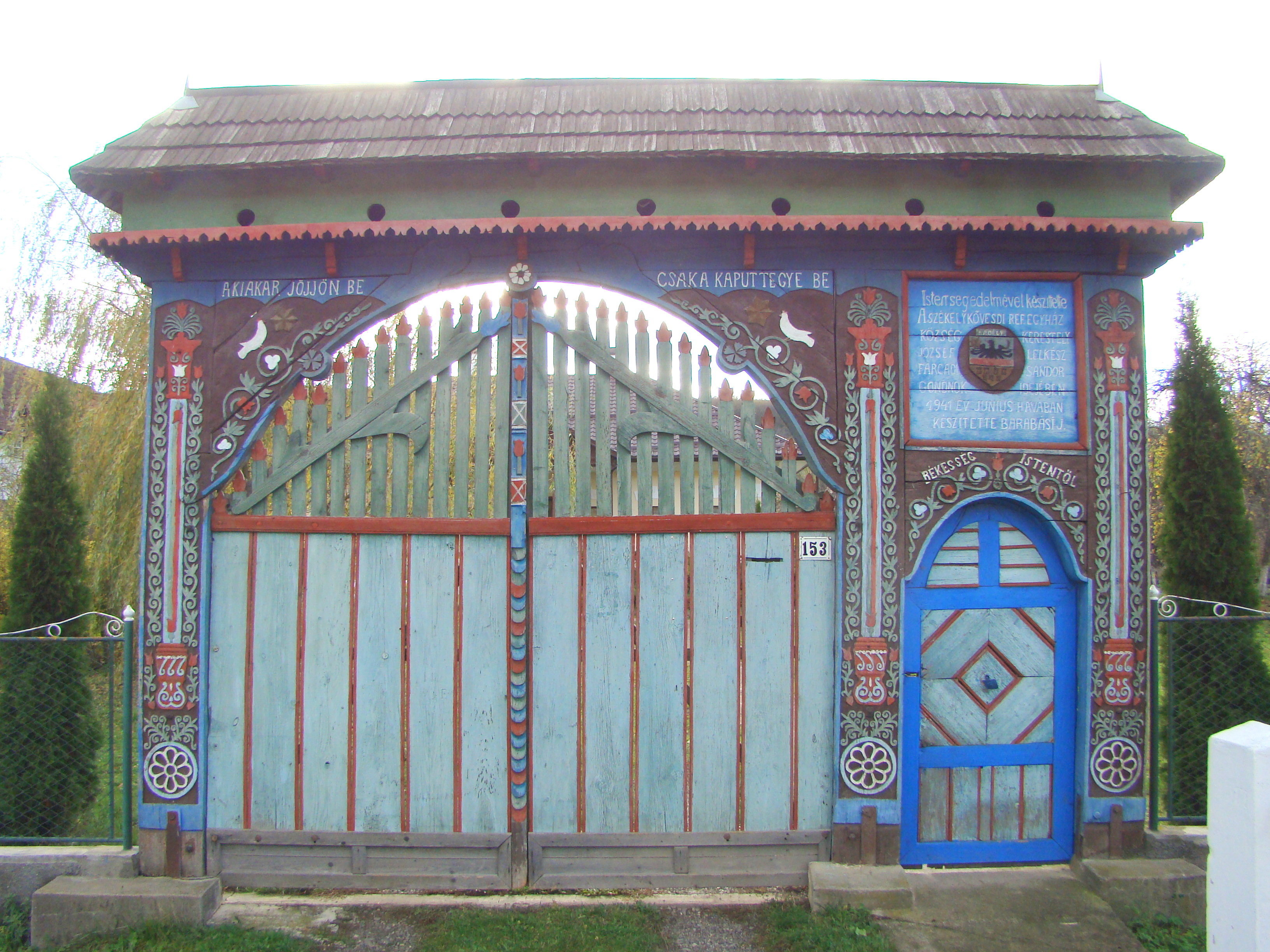
Poarta de lemn a bisericii reformate din satul Cuieșd
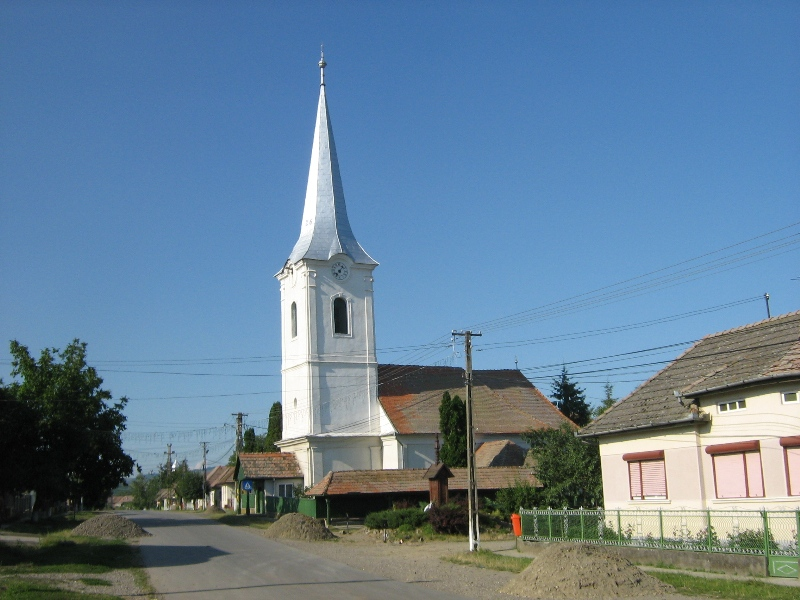
Sântioana de Mureș